# Ragnar Anton Kittil Frisch
Pour les articles homonymes, voir Frisch.
Ragnar Anton Kittil Frisch (né le 3 mars 1895 à Oslo et mort le 31 janvier 1973 dans la même ville), est un économiste norvégien, lauréat du premier Prix de la Banque de Suède décerné en 1969, l'un des pères de l'économétrie.

## Biographie
Ragnar Frisch fait ses études en Norvège, où il obtient une maîtrise d'économie de l'université d'Oslo en 1919, et un doctorat de statistiques en 1925. Il fonde en 1932 l'institut d'économie à l'université d'Oslo et en devient son directeur.
Frisch a contribué à la naissance d'une nouvelle branche de l'économie, qui utilise des modèles mathématiques associés à des techniques statistiques pour analyser des données économiques, qu'il nomme économétrie. Il est l'un des fondateurs de la société d'économétrie (Econometric Society) en 1930 et éditeur de la revue Econometrica pendant plus de vingt ans (qui de nos jours fait partie des revues de premier plan en économie).
Dans son éditorial du premier numéro de la revue Econometrica, il définit les objectifs de l'économétrie :
« Its main object shall be to promote studies that aim at a unification of the theoritical quantitative and the empirical quantitative approach to economic problem and that are penetrated by constructive and rigourous thinking similar to that which has come to dominate in the natural science. »
Ce qu'on pourrait traduire par : « Son principal objectif devrait être de promouvoir les études qui visent à l'unification des approches quantitatives théoriques et empiriques des problèmes économiques et qui sont mues par une pensée constructive et rigoureuse similaire à celle qui domine dans les sciences naturelles. »

C'est à Frisch que l'on doit la paternité des termes macroéconomie et microéconomie en 1933.
« Certes, il est toujours possible, en utilisant un système approprié de signes, d’introduire presque tous les facteurs imaginables : tous les biens, tous les entrepreneurs individuels, tous les consommateurs individuels, etc…. et de poser toutes sortes de relations entre ces grandeurs, en prenant soin de conserver le nombre d’équations égal au nombre de variables. Mais dans une telle théorie, il serait extrêmement difficile d’étudier des problèmes aussi fondamentaux que la forme exacte des solutions, la question de savoir si un ensemble de phénomènes intervient avant ou après un autre, la question de savoir si une partie du système oscille avec une plus grande amplitude qu’un autre et ainsi de suite. (…) Pour attaquer ces problèmes sur une base macroéconomique, propre à expliquer les mouvements du système considéré comme un tout, nous devons délibérément ignorer une masse considérable de détails. Nous devons peut-être commencer par rassembler toutes les sortes de biens produits en une seule variable, toutes les sortes de biens consommés en une seule autre, et ainsi de suite, en supposant que les notions de production, de consommation peuvent être mesurées par un indice approprié ».

Frisch, militant travailliste, est un membre actif de la Résistance norvégienne antinazie. Il a une idée hautement morale du rôle de l'économiste. Comme le rappel, Jean-Marc Daniel :
Frisch ne cesse de rappeler que l'économiste doit éviter deux travers : la « playométrie », mot qu'il crée pour désigner l'usage vain et inconsidéré des mathématiques, et l'esprit partisan, dont il voit la manifestation la plus affligeante chez les intellectuels d'extrême gauche prêts à cautionner des idéologies fumeuses et à se faire les complices de marchands d'illusions. 

## Contributions
On lui doit l'introduction de la pénalisation logarithmique des contraintes de positivité, laquelle sert de fondement aux algorithmes de points intérieurs en optimisation convexe.